# Félix Blaska
Félix Blask (Gomel, Bielorrusia; 8 de mayo de 1941), Bailarín, coreógrafo y director de ballet francés, de origen ruso.
Después de graduarse en 1960 en el Conservatorio de París, Blaska se unió al grupo de Roland Petit, para el que realizó sus primeras coreografías: Octandre (Varèse, 1966) y Les Affinités Electives (Mestral, 1966). Fue coreógrafo y bailarín del Ballet du Théâtre Contemporain de Amiens y de su propia compañía, Les Ballets de Félix Blaska, fundada en 1969. Entre sus creaciones destacan: Danses Concertantes (Stravinsky, 1968), Equivalences (Eloy, 1968), Electro-Bach (W. Carlos, 1969), Ballet pour Tam-Tam et Percussionn (Drouet, 1970), Sensemayá (1970), Sonate pour Deux Pianos et Percussion (Bartók, 1970), Blanche et Neige (Debussy, 1973), Le Poème Électronique (Varèse, 1973) estrenado por el Ballet de l'Opéra de París, Sinfonía para Instrumentos de Viento (Stravinsky, 1974), Folk Songs (Berio, 1974), Ya Sin (Drouet, 1974) para dos pianos y percusión, Hommages (Mozart, 1974), Fusion (Berio, 1974), Contre (Berio, 1974) estrenada en Grenoble, Agnus (Berio, 1975) estrenada en Lausanne y Concerto N° 2 (Prokófiev, 1975), estrenado en Bruselas por el Ballet de Tokio. En 1973 se presentó en los Festivales de Santander, Sevilla y la Quincena Donostiarra, con el Ballet du Théâtre Contemporain de Amiens.
Actualmente, es director de l'Orchestre national de France et des Ballets Félix Blaska.